# Sentinel-3A
Sentinel-3A es un satélite de observación de la Tierra de la Agencia Espacial Europea dedicado a la oceanografía que se lanzó el 16 de febrero de 2016.  Fue construido como parte del Programa Copernicus y es el primero de cuatro satélites Sentinel-3 planificados. Su satélite hermano, Sentinel-3B , se lanzó el 25 de abril de 2018. Después de completar la puesta en marcha inicial, cada satélite se entregó a EUMETSAT para la fase de operaciones de rutina de la misión. Dos satélites recurrentes, Sentinel-3C y Sentinel-3D, seguirán aproximadamente en 2024 y 2028 respectivamente para garantizar la continuidad de la misión Sentinel-3.

## Historia de la misión
En octubre de 2015, el lanzamiento de Sentinel-3A estaba previsto para diciembre de 2015,  pero los retrasos en el transporte desde Cannes hasta el cosmódromo de Plesetsk pospusieron el lanzamiento hasta enero de 2016.  La nave espacial llegó al aeropuerto de Talagi a bordo de un Antonov An-124 el 28 de noviembre.  Para el 17 de diciembre, Sentinel-3A completó las pruebas previas al lanzamiento y se almacenó para las vacaciones de Navidad, que duraron hasta el 11 de enero de 2016.  Después de las vacaciones, el lanzamiento estaba programado para el 4 de febrero,  pero mientras la nave espacial estaba siendo alimentada para el lanzamiento, el Centro Espacial Khrunicheven Moscú determinó que era necesario volver a certificar la plataforma de lanzamiento, lo que resultó en una demora adicional.  El lanzamiento finalmente se reprogramó para el 16 de febrero. 

### Lanzamiento
Sentinel-3A se lanzó con éxito el 16 de febrero de 2016 a las 17:57  UTC desde el cosmódromo de Plesetsk a bordo de un vehículo de lanzamiento Rokot . La etapa superior Briz-KM disparó dos veces para insertar la nave espacial en su órbita prevista de 815 km (506 millas), primero a los 5 minutos y luego a los 75 minutos después del lanzamiento. La separación de la nave espacial ocurrió 79 minutos después del lanzamiento y los controladores de tierra recibieron la primera comunicación del vehículo a los 92 minutos.

### Operaciones
El primer instrumento que se encendió fue el OLCI . Hizo su primera imagen el 29 de febrero de 2016, capturando la isla Svalbard junto con una parte de la capa de hielo ártico cerca del terminador solar.
- Datos: Q22350864